# DeWolff
DeWolff is een psychedelische bluesrockband uit de Nederlandse provincie Limburg. De band is in 2007 opgericht in Geleen en bestaat uit Pablo van de Poel (zang/gitaar), zijn broer Luka van de Poel (drums) en Robin Piso (Hammondorgel). DeWolff heeft tot heden één EP en negen albums uitgebracht, waarvan twee live-albums. Deze zijn allemaal ook op vinyl uitgebracht. Op kant B van de vinyl-EP staan live-songs. 

## Geschiedenis

### 2007-2013
DeWolff won de eerste prijs in de landelijke finale van Kunstbende in 2008. Het was de eerste band in de geschiedenis van dit evenement waarbij de jury geen kritiek had. Nadat Ron Engelen (REMusic Records) ze ontdekte, kregen ze in augustus 2008 een platencontract. Ondertussen stonden ze al een aantal keer met een eigen show in de grote zaal van het Amsterdamse Paradiso. In 2010 had DeWolff haar eerste Pinkpop-optreden; dit vond zondag 30 mei plaats op de Converse-stage. Ook gaven ze hun eerste concerten in het buitenland, namelijk in België en Duitsland (het door Rockpalast georganiseerde Crossroads-festival). In 2011 kregen meer internationale podia interesse in DeWolff, onder andere Frankrijk (Nancy, Rouen), Hongarije (Sziget, Boedapest) en Italië (Live Rock Festival, Sienna). In 2012 zijn optredens gegeven in Frankrijk, Oostenrijk, Zwitserland, Italië, Duitsland en Polen. Ondertussen tekende DeWolff in november 2011 een platencontract met de platenmaatschappij GoSet Music die de single 'Don't You Go Up The Sky' en het album Orchards/Lupine in Australië en Nieuw-Zeeland uitbracht. Op 8 mei 2012 kwam dit album uit in Italië bij de platenfirma OTRLive/Universal.
Op het einde van het jaar 2011 was de documentaire over de opkomst van DeWolff te zien op de Nederlandse televisie. In december 2011 kwam het foto- en tekstboek Letter God (met alle lyrics van DeWolff, Strange Fruits and Undiscovered Plants en Orchards/Lupine) inclusief de cd en dvd Live at Lowlands uit. Na ettelijke maanden in de studio te hebben gezeten, kwam het nieuwe album DeWolff IV op 8 juni 2012 uit. De B-kant van dit album kan gezien worden als een 'opera' van 5 nummers, die met strijkers is opgenomen. Ter promotie van DeWolff IV werden optredens verzorgd in de grotere Nederlandse clubs en festivals. Internationaal stonden ze op de hoofdpodia van Arezzo Wave Festival (Italië) en Zappanale Festival, Bad Doberan (Duitsland) en clubshows in Australië, Italië, België, Duitsland, Oostenrijk, Zwitserland en Rusland.

### 2014-2018
Hun daaropvolgende album, Grand Southern Electric werd uitgebracht op 2 mei 2014 en werd opgenomen in Amerika. Sinds 2015 heeft DeWolff een eigen platenlabel genaamd Electrosaurus Records, waarop als eerste release het dubbele livealbum Live & Outta Sight werd uitgebracht.
Vervolgens werd op 5 februari 2016 het in de door DeWolff zelf gebouwde 100% analoge Electrosaurus Southern Sound Studio opgenomen album Roux-Ga-Roux uitgebracht. Dit album is volledig geproduceerd, opgenomen en gemixt door DeWolff zelf.
Het zevende album, Thrust, werd gelanceerd op 4 mei 2018. Het album bevat 11 nummers. 

### 2019-heden
Op 11 februari 2019 won DeWolff een Edison in de categorie 'beste rockact'. DeWolff's tweede livealbum Live & Outta Sight II bevat elf liveopnames van nummers van onder andere Roux-Ga-Roux en Thrust. 
Eind 2019 verscheen de single It Ain't Easy als voorbode van het album Tascam Tapes dat in januari 2020 uitkwam. Het twaalf nummers tellende album is vernoemd naar de analoge Tascam-bandrecorder waarop de twaalf nummers zijn opgenomen, zonder gebruik te maken van drums, gitaarversterkers en Hammondorgel. NPO 2 zond een documentaire uit over de totstandkoming van het album tijdens de tournee door Europa.
Een nieuwe tournee volgde na een uitverkocht concert in Paradiso, maar vanwege de coronacrisis werden alleen België, Frankrijk, Spanje en Tsjechië aangedaan. Bij thuiskomst gaf DeWolff in Maastricht de eerste in een reeks livestream-concerten zonder publiek.
In april 2020 verscheen de single Live Like You die oorspronkelijk voor een autoreclame was geschreven. 
Twee maanden later bracht de band als ambassadeurs van Record Store Day de direct-to-vinyl-single Blizzard uit.
Tijdens de versoepelingen van de coronamaatregelen nam DeWolff in Carré een live-album op samen met het Metropole Orkest voor een beperkt aantal bezoekers. Hierbij werden ook nummers gespeeld van het nieuwe studioalbum Wolffpack dat begin 2021 uitkwam. De online-presentatie werd op 5 februari 2021 gestreamd.
In maart 2021 werden alle studioalbums integraal uitgevoerd tijdens negen livestream-concerten.
Na eerdere samenwerking kwam er in 2022 een duoalbum met Dawn Brothers onder de titel Double Cream. Ook kregen de drie bandleden een column in het blad Lust For Life waarin ze beurtelings een plaat bespreken die voor hen van essentieel belang is geweest.
In 2023 verscheen Love, Death & Inbetween en stond de band op Pinkpop in de gebruikelijk geworden XL-bezetting en op North Sea Jazz met Dawn Brothers.
In december 2024 verscheen het album Muscle Shoals, dat opgenomen werd in de Verenigde Staten, onder andere in de gelijknamige studio. In 2025 was DeWolff de openingsact op North Sea Jazz op vrijdag in de Nile. 

## Discografie

### Albums
| Album met eventuele hitnotering(en) in de Nederlandse Album Top 100 | Datum van verschijnen | Datum van binnenkomst | Hoogste positie | Aantal weken | Opmerkingen                                                                     |
| ------------------------------------------------------------------- | --------------------- | --------------------- | --------------- | ------------ | ------------------------------------------------------------------------------- |
| DeWolff                                                             | 22-09-2008            | -                     | -               | -            | EP                                                                              |
| Strange Fruits and Undiscovered Plants                              | 31-10-2009            | 07-11-2009            | 50              | 6            |                                                                                 |
| Orchards/Lupine                                                     | 11-01-2011            | 15-01-2011            | 11              | 11           |                                                                                 |
| Letter God - a few words on psychedelica                            | 16-12-2011            | -                     | -               | -            | tekst- en fotobook met live-cd/dvd van Lowlands 2011                            |
| DeWolff IV                                                          | 08-06-2012            | 16-06-2012            | 18              | 4            |                                                                                 |
| Grand Southern Electric                                             | 02-05-2014            | 10-05-2014            | 6               | 5            |                                                                                 |
| Live & Outta Sight                                                  | 01-05-2015            | 09-05-2015            | 19              | 4            | livealbum                                                                       |
| Roux-GA-Roux                                                        | 05-02-2016            | 13-02-2016            | 7               | 5            | -                                                                               |
| Dog Food                                                            | 29-04-2016            | -                     | -               | -            | Record Store Day Release, EP                                                    |
| Thrust                                                              | 04-05-2018            | 12-05-2018            | 6               | 2            | -                                                                               |
| Next Of Kin                                                         | 13-04-2019            | -                     | -               | -            | Record Store Day Release, EP in samenwerking met o.a. Dawn Brothers en Tim Knol |
| Live & Outta Sight II                                               | 14-06-2019            | -                     | -               | -            | livealbum                                                                       |
| Tascam Tapes                                                        | 10-01-2020            | 18-01-2020            | 7               | 2            | -                                                                               |
| Wolffpack                                                           | 05-02-2021            | 13-02-2021            | 2               | 4            | -                                                                               |
| Love, Death & in Between                                            | 03-02-2023            | 11-02-2023            | 1               | 3            | -                                                                               |

### Singles
- 2008 - Gold and Seaweed
- 2009 - Fishing Night at Noon
- 2009 - Crystal Mind
- 2010 - Wicked Moon
- 2010 - Don't You Go Up The Sky
- 2011 - Pick Your Bones Out Of The Water
- 2011 - Evil and the Midnight Sun
- 2012 - Voodoo Mademoiselle
- 2012 - Crumbling Heart
- 2014 - Evil Mothergrabber
- 2016 - Sugar Moon
- 2016 - Love Dimension
- 2016 - Dog Food
- 2016 - Laef Hard
- 2016 - Outta Step & Ill At Ease
- 2017 - Deceit and Woo
- 2018 - California Burning
- 2018 - Big Talk
- 2018 - Share The Ride
- 2019 - Big Talk (Live)
- 2020 - Live like You
- 2023 - Neighbor (met Dawn Brothers)
- 2024 - In Love